# Patrick Hodgkinson
Patrick Hodgkinson (Putney, 8 marzo 1930 – Corston, 21 febbraio 2016) è stato un architetto britannico, noto soprattutto per il suo progetto del Brunswick Centre di Londra.

## Biografia
Suo padre, Geoffrey Walter Hodgkinson, era un agricoltore e manager di una società di vendita di auto e sua madre era Patricia Florence Nena Vere, nata Denning.
Da bambino visse a Little Blakenham, Suffolk e Aldeby, Norfolk. Dopo aver lasciato la scuola preparatoria di Orwell Park, studiò alla Charterhouse a Godalming, nel Surrey, poi alla Norwich School of Art.
Per il servizio militare si arruolò nella Royal Navy. Nel 1950 iniziò i suoi studi presso la scuola dell'Architectural Association a Londra e iniziò a lavorare per Neville Ward & Felix Samuely.
Nel 1957 entrò nello studio di Leslie Martin e gli fu affidata la progettazione di Foundling Estate, a Bloomsbury nel 1964 e la residenza di Harvey Court del Gonville and Caius College.
Hodgkinson progettò il Brunswick Centre, un edificio residenziale e commerciale a Bloomsbury, Londra. e gli fu assegnata una cattedra alla Bath University, dalla quale si ritirò nel 1995.
Il 17 dicembre 1955 sposò una compagna di studi, Anna Margaret Tomlinson ed ebbero due figli. Sposò in seconde nozze Jacqueline Metcalf il 27 aprile 1973 ed ebbero due figli prima di separarsi qualche tempo dopo. Il 21 febbraio 2016, Hodgkinson morì a causa di una broncopolmonite e malattia polmonare ostruttiva cronica nella casa di cura di Santa Teresa a Corston, Bath.